# Барага (Мичиген)
Барага (енгл. Baraga) град је у америчкој савезној држави Мичиген.

## Демографија
По попису из 2010. године број становника је 2.053, што је 768 (59,8%) становника више него 2000. године.
| Група             | 2000.       | 2010.       |
| Белци             | 883 (68,7%) | 915 (44,6%) |
| Афроамериканци    | 2 (0,2%)    | 603 (29,4%) |
| Азијати           | 8 (0,6%)    | 2 (0,1%)    |
| Хиспаноамериканци | 11 (0,9%)   | 20 (1,0%)   |
| Укупно            | 1.285       | 2.053       |